# Lepidochrysops subvariegata
Lepidochrysops subvariegata är en fjärilsart som beskrevs av Talbot 1935. Lepidochrysops subvariegata ingår i släktet Lepidochrysops och familjen juvelvingar. Inga underarter finns listade i Catalogue of Life.